# أليسون أدلر
أليسون أدلر (بالإنجليزية: Allison Adler)‏ هي كاتبة سيناريو ومنتجة أفلام أمريكية، ولدت في 30 مايو 1967 في كاليفورنيا في الولايات المتحدة.

## وصلات خارجية
- أليسون أدلر على موقع IMDb (الإنجليزية)
- أليسون أدلر على موقع ألو سيني (الفرنسية)
- أليسون أدلر على موقع أول موفي (الإنجليزية)
- أليسون أدلر على موقع إن إن دي بي (الإنجليزية)
- أليسون أدلر على موقع قاعدة بيانات الفيلم (الإنجليزية)
- أليسون أدلر على موقع كينوبويسك (الروسية)